# カハ・パルーナ
カハ・パルーナ（caha paluna）とはマヤ神話「ポポル・ヴフ」に登場する人物。

## 概要
チョミハー、ツヌニハー、カキシャハーとともに神々によって最初の四人の女性の一人。その名は「垂直に上から落ちてくる水」の意。メキシコのマヤ人で、バラム・キツェーの妻。バラム・キツェーとともにカヴェック族の祖先となった。